# Меларсопрол
Меларсопрол — арсенорганический препарат, используемый для лечения сонной болезни (Африканский трипаносомоз). В частности, используется на второй стадии заболевания вызываемого Trypanosoma brucei rhodesiense, когда необходимо преодолеть гематоэнцефалический барьер, чтобы оказать воздействие на паразитов. Для вида Trypanosoma brucei gambiense в приоритете лечение с помощью эфлорнитина, который вводится инъекционно в вену.
Меларсопрол имеет множество побочных эффектов. Обычными считаются ОПГМ, онемение конечностей, сыпь, нарушения работы почек и печени. У пациентов с дефицитом глюкозо-6-фосфат дегидрогеназы (Г6ФД), с высокой долей вероятности происходит распад эритроцитов. Механизм действия меларсопрола заключается в ингибировании пируваткиназы паразита, которая необходима для синтеза АТФ.

## Медицинское использование
Лечение для людей страдающих трипаносомозом состоит из двух вариаций: тип лечения 1 и тип лечения 2. Первый тип применяется тогда, когда трипаносомы находятся исключительно в периферических отделах организма человека, тогда как в случае второго типа лечения, трипаносомы проникают через ГЭБ и влияют на работу ЦНС.
Ниже приведены основные моменты лечения:
- Меларсопрол для лечения используется исключительно во время второй стадии болезни. Пока что, это является самым эффективным и единственным в своём роде типом лечения на поздних стадиях поражения T. b. rhodesiense[4].
- В связи с высокой токсичностью меларсопрол используется на второй стадии только в особо тяжёлых случая и высоких рисках поражения нервной системы пациента, сходными эффектами обладают и применяются на второй стадии элофрнитин или нифуртимокс. На первой же стадии заболевания используются другие похожие препараты с более низким индексом токсичности, например[5] пентамидин или сурамин.
- Ранее сообщалось о неудачном применении терапии в 27 % случаев[6], что связывают с устойчивостью к препарату и возможными неизвестными механизмами развития и размножения возбудителя. Устойчивость связана с нарушением работы аденин-аденозинового P2-транспортера, опосредованного точечными мутациями этого транспортера[7].

## Побочные эффекты
Хотя эффективность меларсопрола при запущенном трипаносомозе составляет 96 %, высокая токсичность ограничивает его применение, так как с частотой около 1-5 % пациенты погибают во время терапии. В связи с негативными побочными эффектами лечения соединениями мышьяка, меларсопрол вводится только в присутствии лицензированного специалиста. Побочные эффекты сходны с признаками отравления мышьяком, арсенидами или арсенитами. Среди клиницистов его принято называть «мышьяком в антифризе». Побочные явления могут быть весьма тяжёлыми, вплоть до критических и жизнеугрожающих. Наиболее распространёнными являются: лихорадка, потеря сознания, сыпь, кровавый стул, тошнота и рвота, примерно в 5-10 % развивается энцефалопатический синдром, последний приводит к смерти 50 % пациентов. Вдобавок к вышеописанным явлениям, отмечаются поражения миокарда, присутствие альбумина в моче, что непосредственно связано с разрушением тканей почек, а также повышенное кровяное давление.

### Меры предосторожности
Перед применением меларсопрола необходимо учесть множество факторов, ограничивающих его применение:
1. Глюкозо-6-фосфатдегидрогеназная недостаточность.
2. Заболевания почек и печени.
3. Заболевания ССС:
  - Высокое кровяное давление.
  - Сердечные аритмии.
  - Повреждение миокарда.
  - Сердечная недостаточность.
4. Расстройства нервной системы.
5. Любые признаки проказы.

### В ходе лечения
Регулярные лабораторные тесты необходимы до и после начала лечения меларсопролом. Крайне важно оценить как терапевтический эффект, так и степень токсического воздействия.
- Для определения присутствия трипаносом в крови проводят специальный качественный анализ крови. Также, проводится биохимическое и гистологическое исследование цереброспинальной жидкости, взятой с помощью люмбальной пункции, для определения количества лейкоцитов и концентрации белков. Эти диагностические критерии таковы, что в присутствии трипаносом, количество лейкоцитов превысит пороговое значение — 5 на микролитр, а концентрация белка превысит предельное значение нормы — 40 мг на микролитр, таким образом, в случае ненормальных результатов следует рассмотреть вопрос о начале лечения, его продолжении или инициировании повторного курса. Анализ спинномозговой жидкости необходимо повторять каждые 6 месяцев по крайней мере в течение трёх лет у лиц, прошедших лечение меларсопролом.
- Для выявления потенциальных проблем, связанных с токсичностью, необходимо выполнить следующие тесты: полный анализ крови, анализ уровня электролитов крови, функциональные пробы печени и почек, а также общий анализ мочи.

### Беременность и кормление грудью
В настоящее время не рекомендуется использовать меларсопрол во время беременности. В соответствии с рекомендациями ВОЗ, предлагается отложить применение препарата на послеродовой или послеабортный период, так как воздействие препарата на развивающийся плод и организм беременной женщины недостаточно хорошо изучено.
Рекомендации по кормлению грудью при лечении меларсопролом не установлены. Формирование основных рекомендаций зависит от текущих клинических исследований.

## Механизм действия
Меларсопрол является пролекарством, которое метаболизируется до оксида меларсена (Mel-Ox) в качестве его активной формы. Mel-Ox необратимо связывается с сульфгидрильными (тиоловыми) группами пируваткиназы, нарушая её работу и, как следствие, выработку АТФ. Подобный механизм крайне эффективен, но само воздействие не целенаправленно, то есть, препарат неспецифичен, что и делает меларсопрол высокотоксичным с множеством побочных эффектов.
Mel-Ox реагирует с трипонатионом (спермидин-глутатионовый аддукт, замещающий глутатион у трипаносом). Связываясь с этим аддуктом, образуется вторичный аддукт: меларсен-окситрипанотион (Mel-T), который конкурентно ингибирует трипанотионредуктазу, что приводит к смерти клеток паразита.

## Дозировка
Существует два стереоизомера меларсопрола в молярном соотношении 3:1. Так как меларсопрол нерастворим в воде, раствор для внутривенной инъекции с концентрацией 3,6 % готовят в пропиленгликоле. Во избежание анафилактического шока и местных реакций, меларсопрол следует вводить внутривенно капельно (медленно).
Меларсопрол, используемый для лечения африканского трипаносомоза с поражением ЦНС, назначается в соответствии с довольно сложным графиком дозирования. Расписание приема для детей и взрослых составляет 2-3,6 мг/кг/сут внутривенно в течение трёх дней, затем процедура повторяется каждые семь дней, в общей сложности требуется провести по крайней мере три комплексные серии инъекций.

## Фармакокинетика
Теоретически, период полувыведения меларсопрола составляет менее одного часа, хотя биопробы указывают на период полувыведения в 35 часов. Обычно подобные результаты проб связывают с наличием активных метаболитов лекарства. Один такой метаболит, Mel-Ox, достигает максимального уровня в плазме примерно через 15 минут после инъекции меларсопрола. Клиренс меларсопрола составляет 21,5 мл/мин/кг, а период полувыведения Mel-Ox составляет примерно 3,9 часа.